# Mate Parlov
Mate Parlov (Spalato, 16 novembre 1948 – Pola, 29 luglio 2008) è stato un pugile jugoslavo, con cittadinanza croata dal 1991. È stato medaglia d'oro nella categoria dei mediomassimi alle Olimpiadi di Monaco del 1972, campione europeo nel 1971 e nel 1973, e campione mondiale nel 1974. Da professionista fu campione europeo nel 1976 e campione mondiale WBC nel 1978.
Parlov è stato il primo pugile proveniente da un paese socialista a diventare campione del mondo dei professionisti ed è l'unico pugile nella storia che ha vinto le Olimpiadi e ha conquistato i titoli europeo e mondiale sia da dilettante sia da professionista.

## La carriera dilettantistica
Grandissimo dilettante, Parlov fu 8 volte campione di Jugoslavia, dal 1967 al 1974. Apparve alla ribalta del pugilato internazionale nel 1968 alle Olimpiadi di Città del Messico, raggiungendo i quarti di finale nella categoria dei pesi medi dove fu battuto dal britannico Chris Finnegan, che poi vincerà la medaglia d'oro.
Sempre nei pesi medi vinse la medaglia d'oro ai Campionati dei Balcani del 1970, a Varna. Passato alla categoria dei mediomassimi, si ripeté l'anno successivo, a Titograd, e si aggiudicò il titolo europeo dei dilettanti, a Madrid.
Nel 1972 Parlov, oltre ad aggiudicarsi nuovamente il Campionato dei Balcani, ad Ankara, vinse la medaglia d'oro alle Olimpiadi di Monaco superando nei quarti di finale l'argentino Miguel Ángel Cuello - suo futuro avversario da professionista - che non si presentò sul ring.
L'anno dopo vinse per la quarta volta il Campionato dei Balcani, ad Atene e si aggiudicò per la seconda volta il titolo europeo, a Belgrado.
Nel 1974 salì per la quinta volta sul gradino più alto del podio ai Campionati dei Balcani e conquistò il titolo mondiale ai primi Campionati mondiali di pugilato dilettanti 1974 dell'Avana.
Tra i pugili in maglietta, disputò 323 incontri con 310 vittorie e 13 sconfitte.

## La carriera professionistica
Divenne professionista nel maggio 1975, a quasi 27 anni, allenato a Lipizza da Nello Barbadoro. Grazie alla fama e all'esperienza dimostrata tra i dilettanti, gli fu data in breve l'opportunità di combattere per il titolo europeo dei mediomassimi. Lo conquistò il 10 luglio 1976 battendo a Belgrado Domenico Adinolfi ma con un arbitraggio che fece molto discutere.
Parlov si era aggiudicato agevolmente le prime riprese ma l'italiano stava dimostrando di poter recuperare lo svantaggio. All'11º round l'arbitro gallese Brimmel, condizionato dall'infernale atmosfera dello stadio jugoslavo, interruppe inspiegabilmente il match dopo un paio di ininfluenti colpi subiti dal detentore del titolo, attribuendo a Parlov la vittoria per knock-out tecnico. La rivincita con Adinolfi, in programma al Palasport di Roma nel marzo 1977, non si tenne mai perché l'italiano non riuscì a rientrare nel peso.
Parlov difese il titolo europeo tre volte, tra le quali, il 15 ottobre 1976, a Milano, battendo ai punti il campione italiano Aldo Traversaro. Nel frattempo, al Palasport di San Siro, incontrò Matthew Franklin, futuro campione mondiale della categoria, dal quale fu battuto ai punti. Nel dicembre del 1976, a Trieste, lo jugoslavo pareggiò la rivincita con lo stesso avversario.
Il 7 gennaio 1977 Parlov divenne campione del mondo WBC dei mediomassimi sconfiggendo per KO al 9º round l'argentino Miguel Ángel Cuello, da lui già eliminato al Torneo olimpico di Monaco 1972. Lo jugoslavo, più alto di 15 cm, lasciò sfogare l'avversario per otto riprese poi, a 2:43 del nono round lo colpì alla tempia con un sinistro corto ma preciso che lo fece cadere in avanti. Non fu necessario il conteggio, tanto che furono i secondi dell’argentino a sollevarlo per trasportarlo all’angolo.
Difese il titolo il 17 giugno allo Stadio Stella Rossa di Belgrado contro il britannico John Conteh, vincendo ai punti ma con verdetto contrastato. L'arbitro statunitense Rudy Ortega, infatti, aveva visto vincitore lo sfidante con ben sei punti di vantaggio; i due giudici invece Parlov, rispettivamente per quattro e tre punti.
Parlov perse la corona mondiale contro Marvin Johnson, il 2 dicembre 1978 a Marsala nel Palazzetto dello sport cittadino. Dopo avergli aperto una ferita al secondo round, Johnson riuscì ad atterrare lo jugoslavo al decimo sino al conto di otto. L'arbitro interruppe l'incontro attribuendo la vittoria allo sfidante per knock-out tecnico.
Passato alla categoria di peso superiore dei Pesi massimi leggeri nel 1979, Parlov batté ai punti a Gorizia l'aborigeno australiano Tony Mundine, già avversario di Carlos Monzón, nei pesi medi. L'8 dicembre, nella sua Spalato, pareggiò con Marvin Camel il match per il titolo mondiale WBC. Perse poi ai punti la rivincita con Camel a Las Vegas il 31 marzo 1980. Fu il suo ultimo incontro.
Parlov è considerato più grande pugile jugoslavo di ogni tempo ed è stato eletto il più grande sportivo croato del XX secolo.

## Dopo l'attività agonistica
Parlov allenò la nazionale jugoslava di pugilato alle Olimpiadi di Los Angeles del 1984, dove i pugili balcanici raggiunsero il miglior risultato di sempre, vincendo un oro, un argento e due bronzi.
Visse con la famiglia a Fasana, lontano dalla boxe e dal pubblico. A Pola condusse il proprio bar Mate.
Nel marzo del 2008 gli fu diagnosticato un cancro ai polmoni, di cui Parlov morì quattro mesi più tardi all'ospedale di Pola all'età di 59 anni.